# Nuestra Señora de Monserrate
Nuestra Señora de Monserrate es la patrona de Orihuela.

## Historia y leyenda de la Santísima Virgen de Monserrate

### Milagro del Hallazgo
Cuenta la leyenda que la imagen de la que sería Patrona de Orihuela, antiguamente conocida como Virgen de la Puerta, era venerada en la también legendaria Iglesia de San Julián, siendo traída a Orihuela por San Trifón, discípulo del Apóstol Santiago el Mayor, en época visigoda.
Tras la invasión de los árabes en el año 711, se cumplió la firma del pacto de Teodomiro mediante el cual se respetaría el culto cristiano en Aurariola. Una vez que dejó de cumplirse el mencionado tratado y por temor a que la imagen venerada fuese pasto de las manos musulmanas, se decide por parte de los cristianos del lugar guardarla bajo una campana en la peña oriolana.
Una vez finalizado el periodo de dominación musulmana, los ciudadanos de Orihuela desde el día de su reconquista el 17 de julio de 1242 (festividad de las Santas Justa y Rufina) estuvieron buscando sin descanso en toda la sierra oriolana la imagen que sus antepasados veneraron. Buscaron la imagen durante alrededor de cincuenta años sin descanso, sin hallar rastro de la imagen, por lo que desistieron.
Pasados varios años, en 1306 de la era cristiana, tras el toque continuo de una campana en la sierra, un pastor encontró la divina imagen escondida bajo esa campana que era tañida por la propia Virgen, siendo dicho instrumento alzado por dos ángeles para liberar la imagen de su escondite tras siete siglos de ocultamiento.
Según la tradición dicho milagro tuvo lugar en la cueva del hallazgo que hoy se venera en el Real Santuario de Ntra. Sra. María Santísima de Monserrate de Orihuela.
La descripción de la imagen en el momento de su aparición es la siguiente: “La imagen de la Virgen es de olivo incorruptible, de alzada 42 centímetros y está sentada en una silla, teniendo al ser encontrada a su divino Hijo, Niño, en sus mano que tenía un pájaro entre sus dedos…”
Las circunstancias de su aparición dividió criterios de cómo había de llamarse, ya que se planteó la duda de si recuperar su antiguo nombre (Virgen de la Puerta, al hallarse su Iglesia en una de las Salidas de la Ciudad), tomar el nombre de la Virgen del Pilar (apoyado esto por los repobladores aragoneses de la ciudad) o por el contrario debido a las circunstancias de su Maravilloso Hallazgo, llamarla de Monserrate.
La suerte dispuso que fuera MONSERRATE sinónimo de "monte aserrado", pero este nombre provocó pleito con los Benedictinos del Monasterio de Montserrat en Cataluña habida cuenta de la posible duplicidad de la advocación. Por ello, los monjes de la Abadía de Barcelona pedían la filialidad de la imagen oriolana, y la entrega de diezmos y donativos al abad. Dicho pleito se sostuvo durante décadas, debiendo finalmente ser resuelto por su Santidad el Papa Sixto IV, quien dictó Bula extraordinaria el 12 de agosto de 1483, por la que daba la razón a Orihuela, confirmando la independencia de la advocación de María de Monserrate con sede en Orihuela, con respecto de la advocación María de Monserrat con sede en Barcelona, que fue resuelto por Bula del Papa Sixto IV, de fecha en favor de Orihuela.
Pocos años después este mismo papa dictó Bula el 29 de diciembre de 1489 por la que confirmaba la existencia de la Cofradía de Ntra. Sra. de Monserrate, que durante años había mantenido el culto de Ntra. Sra. Cofradía que hoy día continúa su andadura tras el paso de los siglos.
Desde entonces el culto ha sido ininterrumpido para la Imagen siendo una de las mayores devociones de España. Asimismo, su culto se encuentra muy difundido en la Diócesis de Orihuela y en las Diócesis limítrofes como la de Cartagena-Murcia, la de Albacete y la Archidiócesis de Valencia. Asimismo, por acción de los conquistadores, fue llevada a América, donde también tiene una importante presencia, tanto en el centro como en el sur. Esto ha hecho que se creen numerosas cofradías filiales de la Muy Ilustre Cofradía de Nuestra Señora María Santísima de Monserrate.

### Historia de la Imagen
El culto de María Santísima de Monserrate fue creciendo y pronto en veneración, hasta tal punto que en el año 1633 fue declarada Co-Patrona Canónica de la ciudad junto a las Santas Justa y Rufina.
En este mismo siglo se construye una nueva iglesia bajo los cánones del estilo barroco.
Asimismo, su Santidad el papa Paulo IV, habida cuenta la creciente devoción de la imagen concedió numerosas indulgencias tanto a la venerable Imagen como la Cofradía de Ntra. Sra.
La devoción continuó en ascenso, hasta el punto de que se motivó la ampliación del Santuario aprovechando que el antiguo había quedado arruinado por un terremoto en el siglo XVIII. A la antigua nave barroca se contrapuso la nueva neoclásica, quedando la antigua como crucero de la actual.
En el año 1886 se eligió Patrona del Regimiento de cazadores Nº 26 de caballería de Mallorca.
En 1895 fue coronada solemnemente en su Santuario.
En 1920 fue coronada Canónicamente merced a rescripto emanado por su Santidad el papa Benedicto XV y su Venerable y Patriarcal Cabildo de la Basílica de San Pedro de Roma.
En ese mismo año fue nombrada Alcaldesa Honoraria a Perpetuidad de la ciudad de Orihuela, siendo confirmado ese nombramiento en 1939 (tras la Guerra Civil) y en 2006.
Durante el periplo de la Guerra Civil, la imagen desapareció, según cuentan las crónicas, en una hoguera, aunque se conservan diversos enseres del ajuar de la Virgen.
Tras la guerra, se mandó realizar una imagen al escultor oriolano, José Sánchez Lozano, quien utilizó la mascarilla, manos de una imagen antigua del siglo XVIII, realizando la nueva imagen en 1940 y el Niño en 1941, sustituyendo uno anterior procedente de otra imagen.
La Venerable Imagen de Ntra. Sra. fue de nuevo coronada, en el año 1959, por el que fue Obispo de la Diócesis de Orihuela, Pablo Barrachina y Esteban, para sustituir a la robada en el año 1936, merced a rescripto emanado por su Santidad el papa Juan XXIII y su Patriarcal Cabildo de la Basílica de San Pedro de Roma.
En 2007 se elige la imagen como Patrona del Cuerpo de Policía Local del Municipio de Orihuela.

### Descripción iconográfica
La primitiva imagen se data del siglo XIII. Sin embargo, en la Guerra Civil, fue destruida la antigua imagen de la Patrona de Orihuela. Tras el final del conflicto, se le encarga al escultor oriolano José Sánchez Lozano, que vuelva a tallar una imagen nueva de la patrona a partir de varios elementos antiguos copia de la imagen destruida, donados por una familia oriolana. La nueva imagen es entregada en 1940. Pero ya anteriormente, José Sánchez Lozano realizó copias de la patrona de Orihuela, en 1923 para Dña. Antonia Raimundo Pardínez, y tras la Guerra Civil para otras colecciones privadas o para la iglesia parroquial de Daya Vieja en 1941. También le fueron pedidas imágenes por la Caja de Ahorros de Monserrate, la cual ponía en cada una de sus sucursales unas imágenes de esta advocación, ya que de ella tomaba el nombre la Caja.
La representación de la que hablamos se trata de una imagen de talla completa de pequeñas dimensiones. Al resultar una copia de la antigua patrona perdida en el conflicto del año 36, la imagen es una Virgen sedente y coronada siguiendo los cánones góticos de trono de Cristo-Dios y trono de la sabiduría o Kiriotissa, o como hacedora de la Victoria, en clara referencia a la herencia escultórica románica; pero a la vez se nos presenta como la Madre de Dios (Theotokos) y esto se manifiesta en que Cristo ya no está sentado en las rodillas de su Madre ocupando un lugar preeminente. Se trata de una imagen de transición al gótico y esto se advierte iconográficamente en la posición de los protagonistas.
En la imagen observamos que el Niño es sujetado por la Madre con su brazo izquierdo y estando sentado sobre la rodilla izquierda, presentando, por tanto, a María no ya como trono sino como una madre más. Vendría, en cierto modo, a retratar una imagen cotidiana de cualquier madre con su hijo, dando así una sensación de cercanía de María con su Hijo y de María con el Pueblo de la Iglesia. En el brazo derecho lleva un ramo de plata, con el que se hace alusión al símbolo mariano por excelencia, la flor.
Sin embargo, en este caso María no mira a su Hijo como sí hacen otras imágenes góticas como la Virgen Blanca de Toledo (S. XIII), la célebre Virgen Dorada (S. XIII) de la Catedral de Amiens o Santa María la Mayor (s. XV) de Burgos. Tampoco nos encontramos ante la situación de la Madona del Trono ancho del Schütgen-Museum de Colonia, en la que parece que María y su Hijo se miran el uno al otro pero realmente el Hijo mira al Cielo y María al horizonte. Esta misma representación iconográfica la encontramos en Orihuela en la Virgen de Gracia, del Museo Diocesano.
La Virgen de Monserrate con rostro inexpresivo mira al frente en contraste con la cara infantil de su Hijo quien esboza una sencilla sonrisa. Jesús está en actitud de bendecir a su Pueblo con la mano derecha y en la izquierda lleva el fruto de la Vida, que Cristo ofrece a su pueblo. A la vez se nos presenta a María como madre de la Iglesia y figurando ser María la nueva Eva de la que hace mención el Génesis. Volveremos a encontrar una imagen con disposiciones similares en la Virgen de las Huertas de Lorca (1942), también de José Sánchez Lozano.
La Virgen posee un importante número de trajes de muy distintas procedencias (donaciones, legados, etc.); asimismo, para su ornato posee diversas joyas y coronas. Entre ellas, sobresale la corona imperial que luce el día de su fiesta el ocho de septiembre.
El culto a María de Monserrate estaba muy presente en la vida de la ciudad. De hecho, al inicio de las calles por las que se entraba a la ciudad existían pórticos o pequeños adoses arquitectónicos a modo de vitrina, en cuyo interior se hallaban pequeñas capillas con una imagen de la Virgen de esta advocación.

## Santuario de Nuestra Señora de Monserrate
En el sitio del hallazgo de la imagen de la Virgen con el Niño se erigió un templo de reducidas dimensiones a modo de ermita.
Durante el siglo XVII se construyó un nuevo templo ya de mayores dimensiones, orientado del norte a Sur, que se articulaba a raíz de la gruta en donde según la tradición fue hallada la Virgen, ocupando aproximadamente el espacio que comprende desde dicha capilla hasta la que hoy día es la puerta lateral que funcionaba entonces como portada principal de la iglesia.
En el siglo XVIII hubo un gran terremoto que hizo debilitar la estructura del templo construido en el siglo XVII. Aprovechando el templo barroco se contrapuso la nave central actual, utilizando la antigua nave central como Crucero de la nueva. El actual edificio supone un conjunto de más de 2.500 metros cuadrados compuesto por nave central con 8 capillas laterales, crucero, Capilla mayor, dos portadas: una principal y otra lateral, ambas de estilo neoclásico.
El diseño de la nueva nave central fue realizado por el italiano Bernadino Rippa y fue promovido por el gran obispo Juan Elías Gómez de Terán, cuyo escudo episcopal campea en uno de los muros laterales del templo.
Las pilastras del templo están decoradas por una colección de pinturas al óleo de finales del siglo XVII y principios del siglo XVIII atribuidas a Marcos Valero, pintor de Cámara del rey Carlos II de España.
Algunas partes del templo:

### Capilla del Hallazgo
La capilla posee una estructura cuadrangular cubierta con una cúpula sin tambor, con copulín, apoyada sobre pechinas ricamente ornamentadas. Consta de un retablo barroco que enmarca el camarín originario de la virgen, al que se accede, tras atravesar una puerta trasera situada en la sacristía, por una escalinata que contiene un interesante conjunto de azulejería valenciana de los siglos XVII y XVIII
La Capilla Mayor del Hallazgo, entonces Capilla Mayor del Templo, está decorada por un retablo realizado por Antonio Caro "el Viejo" en 1690, policromado por el gran pintor valenciano Bartolomé Albert y dorado por José de Heredia. Dicho retablo tiene tres óleos a su vez, del propio Bartolomé Albert. El retablo es obra barroca, tallada por Antonio Caro el Viejo, policromada por Bartolomé Albert y dorado por Heredia. Es el único retablo de estas dimensiones anterior al siglo XVIII que existe en la diócesis de Orihuela en la actualidad.
El retablo se divide en tres calles, separadas por columnas salomónicas, contando las calles laterales con un piso y la central con dos y ático.
La hornacina central del banco se trata de la cueva donde según la tradición se produjo el Milagroso Hallazgo de la imagen de la Virgen en 1306, tras llevar más de medio siglo buscándola.
La hornacina principal del retablo la ocupa en la actualidad el Cristo de la Buena Muerte. Hasta la ampliación del templo, la imagen de la Patrona se encontraba en esta hornacina. La Capilla del Hallazgo pasó a ocupar un lugar secundario dentro de la nueva edificación, localizándose en el lado del Evangelio del crucero de la nueva iglesia, albergando en su camarín, un Santo Cristo Crucificado que sustituía a la Patrona, a partir de entonces venerada en su nuevo altar Mayor. Dicho Crucificado fue destruido en la Guerra Civil de 1936-1939 y sustituido por otro del taller de Félix Granda de Madrid, atribuido a José Capuz Mamano y a un discípulo suyo Vincent Mengual.
Sobre ella se encuentra un óleo que representa la Coronación de la Virgen en los cielos. Él ático, a modo de frontón se encuentra partido por el emblema de la Virgen de Monserrate.
Asimismo, el ya dicho pintor Bartolomé Albert, realizó para el exorno de la cúpula un conjunto de 7 pinturas, 3 de ellas cubren los lienzos lunetos de dicha cúpula, siendo de grandes dimensiones otras cuatro que cubren las pechinas. Todos ellos son de temas marianos. Los marcos de estos lienzos se encuentran ricamente ornamentados con motivos vegetales entrelazados y rocallas propias del siglo XVII- XVIII.
La Capilla su vez tiene 4 capillas dedicadas a varios santos: Santa Catalina, Santa Rita, la Virgen del Remedio, etc.

### Capilla Mayor del Santuario
La construcción de la Capilla Mayor se inició en la segunda mitad el siglo XVIII y finalizaría a principios del siglo XIX. El Retablo es obra del gran maestro valenciano José Puchol Rubio. En él alterna con gran maestría la talla y la escultura. En la hornacina central se encuentra la venerable Imagen de la Virgen de Monserrate, patrona de la ciudad. A ambos lados de la hornacina se encuentran las imágenes de las Santas Justa y Rufina, copatronas de la ciudad.
Destaca la parte del ático, a cuya base se encuentra la recreación de la Gloria de Dios en la cual Puchol hace un alarde de maestría alternando talla y escultura, todo ello policromado, lacado, corlado y dorado. La Gloria es coronada por los símbolos marianos de la advocación de Monserrate (el monte y la sierra) y a los pies de ella se encuentra la campana. A ambos lados del ático se encuentran dos mediorelieves, de temas marianos a modo de medallones.
El Retablo supone un gran conjunto de talla y escultura que constituye uno de los mayores ejemplos del rococó español.
La venerable imagen de Nuestra Señora María Santísima de Monserrate se encuentra situada en la capilla central del retablo, sobre una nube de madera tallada, corlada y dorada del siglo XIX y portada por dos ángeles mancebos de madera tallada, policromada y estofada, obra de Antonio Ruidavest del siglo XIX.
Cuando la venerable imagen de la Virgen no está presidiendo su capilla se dispone un lienzo bocaporte de grandes dimensiones, obra de finales del siglo XVIII de la escuela madrileña que representa a la imagen de Ntra. Sra. de Monserrate rodeada de la Gloria de Dios.
El Presbiterio está cerrado por una cancela de bronce del siglo XIX, restaurada en el año 2007.

### Crucero
El actual crucero se corresponde con la antigua nave principal del templo a la que en el siglo XVIII se contrapuso la actual, cambiando con ello la orientación del templo.
En el punto de cruce entre la nave principal y el crucero se eleva una cúpula de media naranja sobre pechinas, decorada con casetones. Las pechinas se encuentran decoradas con cuatro lienzos con forma oval, obra de Antonio Villanueva, realizadas en el siglo XVIII. En ellos se representa a San Agustín, San Ambrosio, San Gregorio Magno y San Jerónimo. El marco de dichos lienzos es de madera dorada y tallada al estilo rocalla, del siglo XVIII.
La parte norte del Crucero es de mayor longitud que la parte sur. Aquella es de estilo barroco del siglo XVII y se corresponde con la capilla del Hallazgo, mientras que la parte sur es neoclásica del siglo XVIII, que se corresponde con la capilla de San José.

### Capilla de San José
Obra del siglo XVIII, realizada en estilo neoclásico. La hornacina central se encuentra enmarcada por columnas pareadas marmóreas de orden palladiano que sostienen un gran entablamento a modo de arco del triunfo.

### Órgano del templo
Obra del siglo XIX realizado por el organero vasco Juan Amezua de Azpeitia (Vizcaya) en 1872. La caja es de estilo neogótico, también del siglo XIX, realizada en madera tallada y barnizada al natural. Fue restaurado en el año 2007.
Todo este Conjunto ha sido declarado Bien de Interés Cultural debido a los valores Culturales, históricos, etnológicos y artísticos que encierra.

## Devotos de Nuestra Señora
Ante la imagen de la Señora se han postrado todos los Reyes de España desde Carlos IV de España (S. XVIII) obteniendo regalos, presentes y donaciones de ellos y de otros miembros de la Real Familia.
Algunos de los regalos que más destacan son el traje bordado en oro a realce, regalado por Su Majestad la Reina Isabel II o el traje de seda y bordado en oro regalado por sus Altezas Reales Don Carlos María Isidro de Borbón, hermano del rey Fernando VII de España, y su esposa Teresa de Braganza.
Pese al requisito que impuso el rey Carlos III de España, de que todas las Cofradías españolas debían pasar sus Estatutos por el Consejo de Castilla y hasta que cumplieran dicho requisito dejarían de existir, merced a su devoción a la Virgen, fue la única cofradía de Orihuela que fue eximida de dicho requisito, evitando así que dejase de existir la corporación y la interrupción histórica que eso conllevaría tras 300 años de existencia.
La reina Isabel II fue aceptada como miembro de la Cofradía.
La reina Victoria Eugenia de Battenberg, fue Camarera Mayor Honoraria de Ntra. Sra. de Monserrate y el Rey Alfonso XIII de España fue aceptado como miembro de la Cofradía.
Junto a ellos importantes miembros de la nobleza Española han sido miembros de la Cofradía llegando incluso algunos a ser Mayordomos de la Cofradía o camareras de la Virgen, como fue el caso del Marqués De Rafal, la Marquesa de Rubalcaba, la Marquesa de Arneva, la baronesa de la Linde, etc.
Asimismo, numeroso clero español veneró a la Virgen con gran devoción prueba de ello son las numerosas indulgencias tanto plenarias como parciales que tiene esta imagen y su cofradía. por su Santuario han pasado desde Cardenales, Abades, Arzobispos, obispos y numerosa jerarquía eclesiástica.

## Indulgencias
A esta imagen, debido a su devoción a su milagrosidad, se le han concedido numerosas indulgencias tanto plenarias como parciales.
Algunas de las personas más conocidas que han concedido Indulgencias a esta imagen fueron:
- Por el Eminentísimo y Excelentísimo Sr. Don Francisco Antonio Cebrían y Valda, Obispo de Orihuela, Cardenal de la Santa Iglesia Católica, Patriarca de las Indias, Vicario General de los Ejército, Caballero y Gran Cruz de la Real y Distinguida Orden de Carlos III de la que además era Canciller, Caballero de la Real Orden de Isabel la Católica, Procapellán y Limosnero Mayor de su Majestad Fernando VII, Canciller de las Cuatro órdenes Militares.

- Por el Excelentísimo e Ilustrísimo Sr. D. Félix Herrero Valverde, canónigo, previsor y Vicario General del obispado de Solsona, fue Canónigo, Previsor y Vicario General del Obispado de Orihuela, Obispo de Orihuela (1824-1858), Prelado Doméstico de su Santidad Gregorio XVI y asistente al Sacro solio Pontificio, durante su exilio en Roma, Gran Cruz de la Orden de Carlos III y Gran Cruz de la Orden de Isabel la Católica.

- Por el Eminentísimo y Excelentísimo Sr. D. Francisco Xavier Cienfuegos, Arzobispo de Sevilla y Cardenal de la Santa Iglesia.

- Por el Excelentísimo e Ilustrísimo Sr. D. Anastasio obispo de Caristo.

- Por el Excelentísimo e Ilustrísimo Sr. D. Juan Maura Gilabert, obispo de Orihuela

- Por el Ilustrísimo Sr. D. Simón López, obispo de Orihuela.

- Por Su Santidad Paulo V, Pont. Max. por Bula dada en Roma a 10 de febrero de 1606

- Por Su Santidad el Papa Juan Pablo II, Pont. Max. se declaró el año 1988, Año Jubilar Mariano, concediéndose para este año Indulgencias Plenarias a los que en un día del mismo, confesados y comulgados rogaren a Dios por los fines de la Santa Iglesia Católica ante esta Santa Imagen.

- Por Su Santidad el Papa Benedicto XVI, Pont. Max. se declaró el año 2006, Año Jubilar Mariano, concediéndose para este año Indulgencias Plenarias a los que en un día del mismo, confesados y comulgados rogaren a Dios por los fines de la Santa Iglesia Católica ante esta Santa Imagen.

## Imágenes filiales en España
- Nuestra Señora de Monserrate de Daya Vieja (Alicante).

- Nuestra Señora de Monserrate de Daya Nueva (Alicante).

- Nuestra Señora de Monserrate de Torremendo (Alicante).

- Nuestra Señora de Monserrate de Hurchillo (Alicante).

- Nuestra Señora de Monserrate de Fórnoles (Teruel).

## Enlaces
Cofradía Ntra. Sra. de Monserrate: 
Boletín oficial del Estado: 
Diócesis de Orihuela: 